# Månebase Alpha
Månebase Alpha (engelsk: Space: 1999) var en britisk science fiction-tv-serie om en månebases videre skæbne, efter at en eksplosion i et lager med atomaffald i 1999 har sendt Månen væk fra dens bane og ud i det ydre rum.
Serien blev produceret af Gerry Anderson, der tidligere havde lavet succesrige, kultdyrkede science fiction tv-serier som Thunderbirds (1965-66) og UFO (1970-71).
Visse elementer i serien var inspireret af den amerikanske tv-serie Star Trek og filmen Rumrejsen år 2001.
Månebase Alpha blev vist på DR i 1976-77. Før da var der stort set ikke blevet vist science fiction på dansk tv, så serien gjorde et uforglemmeligt indtryk på en hel generation af danske seere.
Der kom også en biograffilm klippet sammen af to afsnit fra serien.

## Medvirkende
- Martin Landau (Commander John Koenig)
- Barbara Bain (Doctor Helena Russell)
- Barry Morse (Professor Victor Bergman, kun i 1. sæson)
- Prentis Hancock (Paul Morrow, kun i 1. sæson)
- Nick Tate (Alan Carter)
- Zienia Merton (Sandra Benes)
- Sarah Bullen (Operative Kate)
- Catherine Schell (Maya, kun i 2. sæson. Schell optrådte også i episode (Guardian of Piri ) i 1. sæson som en robottjener)
- Tony Anholt (Tony Verdeschi, kun i 2. sæson)

## Trivia
Månebase Alpha er også et slangudtryk for bebyggelsen Holmstrup ved Århus.

## Episoder sendt på DR
1976-10-16/Lørdag   22:40 Månebase Alpha episode "Løsrivelse" (S1E1, "Breakaway"). (Månebase Alpha har premiere i TV i Danmark)
1976-11-06/Lørdag  ??:?? Månebase Alpha episode "Fare for kollision" (S1E3, "Collision Course")
1976-11-27/Lørdag  ??:?? Månebase Alpha episode "Den sorte sol" (S1E10, "Black Sun")
1976-12-18/Lørdag  ??:?? Månebase Alpha episode "Rumhjernen" (S1E21, "Space Brain")
1977-01-02/Søndag  18:00 Månebase Alpha episode "Et Rumbarn" (S1E7, "Alpha Child").
1977-01-09/Søndag  18:00 Månebase Alpha episode "Livskraft" (S1E2, "Force Of Life").  (Månebase Alpha kritiseres i pressen for skræmmende indhold)
1977-01-16/Søndag  18:00 Månebase Alpha episode "Retur til Jorden?" (S1E14, "Earthbound").  (Månebase Alpha suspenderes til 29. april 1977)
1977-04-29/Fredag   22:10 Månebase Alpha episode "Slut på evigheden" (S1E12, "End Of Eternity").
1977-05-17/Tirsdag  21:25 Månebase Alpha episode "Metamorfose" (S2E1, "The Metamorph").
1977-06-06/Mandag  21:35 Månebase Alpha episode "Farligt Mineral" (S2E9, "All That Glisters").
1977-06-27/Mandag  ??:?? Månebase Alpha episode "Pupperne" (S2E12, "The A-B Chrysalis")
1977-07-11/Mandag  ??:?? Månebase Alpha episode "Zorans skæbne" (S2E23, "The Immunity Syndrome")
1977-07-25/Mandag 21:00 Månebase Alpha episode "Balance" (S2E15, "A Matter Of Balance"). (Sidste episode sendt i TV i Danmark)